# Henry Turton
Henry Turton (* 16. April 1832 in Shipston-on-Stour, Distrikt Stratford-on-Avon; † 14. April 1881 in Derby) war ein britischer Schachkomponist.

## Leben
Turtons Eltern waren William Turton (1804–1860), ein Rechtsanwalt (Solicitor), und seine Frau Elizabeth (* 1803). Er hatte zwei jüngere Geschwister, Roland Thomas (1834–1851) und Henrietta Mary (* 1837). Die Familie zog zunächst um nach Wolverhampton, später nach Tunstall, heute Teil von Stoke-on-Trent. 1850 begann Turton Schachprobleme zu komponieren und zu veröffentlichen, auch eine Reihe von Schachpartien sind von ihm überliefert. 1856 berief Johann Jacob Löwenthal Turton in das Komitee zur Durchführung des Schachkompositionsturniers der Zeitschrift The Era. Er wurde in das Preisrichtergremium gewählt. Sein Urteil über den ersten und zweiten Preis ist in der deutschen Übersetzung von Löwenthals Turnierbericht nachzulesen; Turton votierte zunächst für Frank Healeys Einsendung, revidierte diese Einschätzung aber, als eine Inkorrektheit in einer der Kompositionen Healeys gefunden wurde. Zu diesem Zeitpunkt lebte Turton in Burton-upon-Trent, später zog er nach Bath um. Zwischen 1850 und 1860 entstanden fast alle seine veröffentlichten Schachaufgaben.
Danach widmete er sich hauptsächlich seinem Beruf als Ingenieur. Er heiratete 1864 Rolinda Osborne (1841–1880). Im November 1872 veröffentlichte Turton in der Zeitschrift The English Mechanic and World of Science einen Aufsatz über eine technische Verbesserung der Holtz’schen Influenzmaschine, die auch in dem von Alfred Ely Beach herausgegebenen, in New York erscheinenden Jahrbuch The Science Record rezipiert wurde. Weitere Spuren seiner Berufstätigkeit haben sich nicht erhalten. Daneben nahm er 1871 an einem Städtekampf im Schach zwischen Bath und Bristol teil, als Teil der Mannschaft von Bath. Sein letzter Wohnsitz war schließlich Derby, wo er bei Haslam Engineering arbeitete, einer auf Kühltechnik spezialisierten Firma. Er starb am 14. April 1881 an einem Herzanfall nach dem Schlafengehen.
Es ist gut möglich, dass Henry Turton der erste Patient in Großbritannien war, dem unter Lachgas-Betäubung ein Zahn gezogen wurde. Gemäß einem Brief des Zahnarztes William Lloyd Poundall an das British Journal of Dental Science von 1870 wurde er 1856 oder 1857 von einem Ingenieur Henry Turton, wohnhaft in Burton-upon-Trent, gebeten, bei ihm eine Zahnextraktion unter Lachgas vorzunehmen. Turton soll das Gas selbst mitgebracht haben, offenbar hergestellt von einem Freund („Hallam“), der am selben Ort Apotheker war. Die Behandlung soll erfolgreich gewesen sein, ebenso wie eine weitere Zahnextraktion etwas später. In einem Aufsatz für das British Journal of Anaesthesia hat der Anästhesist W. D. A. Smith die Umstände dieser Geschichte recherchiert und für plausibel befunden.

## Werk

### Das Turton-Thema
Henry Turton war Erstdarsteller eines Themas in der Schachkomposition, dem von Johannes Kohtz und Carl Kockelkorn in ihrer Schrift Das Indische Problem sein Name gegeben wurde. Kohtz und Kockelkorn sprachen vom „Durchschnittspunkt Turton’s“, heute ist die Bezeichnung Turton geläufig. Es handelt sich um eine Verdopplung von Langschrittlern auf einer Linie, Reihe oder Diagonale, die durch einen kritischen Zug eingeleitet wird. Nachfolgend wird der Ur-Turton gezeigt. Hier wird die schwächere Figur über den Schnittpunkt zurückgestoßen, damit die stärkere Figur vorn stehen kann. Variationen dieser Idee sind der Loyd-Turton (die stärkere Figur wird zurückgestoßen, damit die schwächere vorn stehen kann), der Brunner-Turton (die beiden Figuren sind gleich, also gewöhnlich zwei Türme) und der Zepler-Turton (nach Erich Zepler benannt; die Verdopplung wird durch Vorstoßen statt durch Zurückstoßen über den kritischen Punkt erreicht).
In Turtons Problem überschreitet der weiße Läufer kritisch den Schnittpunkt g7, damit die Dame sich vor ihm platzieren kann und die beiden weißen Figuren in der richtigen Reihenfolge verdoppelt werden.
|   | a | b | c | d | e | f | g | h |   |
| 8 |   |   |   |   |   |   |   |   | 8 |
| 7 |   |   |   |   |   |   |   |   | 7 |
| 6 |   |   |   |   |   |   |   |   | 6 |
| 5 |   |   |   |   |   |   |   |   | 5 |
| 4 |   |   |   |   |   |   |   |   | 4 |
| 3 |   |   |   |   |   |   |   |   | 3 |
| 2 |   |   |   |   |   |   |   |   | 2 |
| 1 |   |   |   |   |   |   |   |   | 1 |
|   | a | b | c | d | e | f | g | h |   |

Lösung:

1. Lc3–h8! droht 2. Dg3–a3 matt. 1. … b5–b4

2. Dg3–g7! droht 3. Dg7xb2 matt 2. … c4–c3

3. Dg7–a7 matt

Falls 1. … Tc8–a8 dann

2. Dg3–c3 Ta8–a2

3. Dc3–c1 matt

Falls 1. … Ka1–a2, so

2. Dg3–c3 b2–b1D

3. Dc3–a5 matt.
Die hier abgebildete Urfassung ist inkorrekt, weil sie Nebenlösungen aufweist, die bereits Kohtz und Kockelkorn 1903 bekannt waren:
1. Lb4! cxb4 2. Dg1+ b1D 3. Dxb1 matt oder 2. … Ka2 3. Da7 matt. Auch Zugumstellung ist möglich: 1. Dg1+ Ka2 2. Lb4!
Es hat mehrere Versuche gegeben, diese Inkorrektheit zu beseitigen. 1912 erschien in der Wiener Schachzeitung eine korrekte Fassung mit einem zusätzlichen weißen Bauern auf b6, der die Diagonale von g1 nach a7 sperrt und damit die Nebenlösung ausschaltet. Die Korrektur wurde wahrscheinlich von Eduard Mazel vorgenommen.
Gemäß dem Ökonomieprinzip wäre es wünschenswert, ohne zusätzliche weiße Steine auszukommen. Das wurde auch versucht, blieb aber erfolglos. So schlug Walther Freiherr von Holzhausen 1928 vor, den weißen König nach h1 zu versetzen und einen schwarzen Bauern h2 einzufügen. Diese Version erwies sich aber nach 1. Lh8 Ka2! 2. Dc3 b1D+! als unlösbar.
Holzhausen meinte daraufhin, es bleibe wohl nichts anderes übrig, als doch einen weißen Stein hinzuzufügen, vorzugsweise einen weißen Bauern auf g2, der die Zuglinie der Dame nach g1 sperrt. Diese Korrektur veröffentlichte er 1929 in der Schwalbe. Sie ist vielfach nachgedruckt worden.
André Chéron versuchte sich 1931 ebenfalls an einer Korrektur ohne Hinzufügung eines weißen Steins. Er schlug die Ergänzung eines schwarzen Bauern auf b6 vor. Dies ist jedoch ebenfalls inkorrekt wegen Unlösbarkeit nach 1. Lh8 Ka2 2. Dc3 b1D!, weil die weiße Dame nun nicht nach a5 kommt.
|   | a | b | c | d | e | f | g | h |   |
| 8 |   |   |   |   |   |   |   |   | 8 |
| 7 |   |   |   |   |   |   |   |   | 7 |
| 6 |   |   |   |   |   |   |   |   | 6 |
| 5 |   |   |   |   |   |   |   |   | 5 |
| 4 |   |   |   |   |   |   |   |   | 4 |
| 3 |   |   |   |   |   |   |   |   | 3 |
| 2 |   |   |   |   |   |   |   |   | 2 |
| 1 |   |   |   |   |   |   |   |   | 1 |
|   | a | b | c | d | e | f | g | h |   |

|   | a | b | c | d | e | f | g | h |   |
| 8 |   |   |   |   |   |   |   |   | 8 |
| 7 |   |   |   |   |   |   |   |   | 7 |
| 6 |   |   |   |   |   |   |   |   | 6 |
| 5 |   |   |   |   |   |   |   |   | 5 |
| 4 |   |   |   |   |   |   |   |   | 4 |
| 3 |   |   |   |   |   |   |   |   | 3 |
| 2 |   |   |   |   |   |   |   |   | 2 |
| 1 |   |   |   |   |   |   |   |   | 1 |
|   | a | b | c | d | e | f | g | h |   |

|   | a | b | c | d | e | f | g | h |   |
| 8 |   |   |   |   |   |   |   |   | 8 |
| 7 |   |   |   |   |   |   |   |   | 7 |
| 6 |   |   |   |   |   |   |   |   | 6 |
| 5 |   |   |   |   |   |   |   |   | 5 |
| 4 |   |   |   |   |   |   |   |   | 4 |
| 3 |   |   |   |   |   |   |   |   | 3 |
| 2 |   |   |   |   |   |   |   |   | 2 |
| 1 |   |   |   |   |   |   |   |   | 1 |
|   | a | b | c | d | e | f | g | h |   |

|   | a | b | c | d | e | f | g | h |   |
| 8 |   |   |   |   |   |   |   |   | 8 |
| 7 |   |   |   |   |   |   |   |   | 7 |
| 6 |   |   |   |   |   |   |   |   | 6 |
| 5 |   |   |   |   |   |   |   |   | 5 |
| 4 |   |   |   |   |   |   |   |   | 4 |
| 3 |   |   |   |   |   |   |   |   | 3 |
| 2 |   |   |   |   |   |   |   |   | 2 |
| 1 |   |   |   |   |   |   |   |   | 1 |
|   | a | b | c | d | e | f | g | h |   |

### Weitere Probleme und Partien Turtons
Eine umfassende Sammlung von Turtons Schachkompositionen gab es über lange Zeit nicht. Erst 2015 hat Fabrizio Zavatarelli 92 Kompositionen Turtons zusammengestellt und kommentiert. 87 davon stammen aus den Jahren 1850 bis 1860, es handelt sich großenteils um Drei- bis Fünfzüger. Zudem sind dort sieben Partien Turtons aus den Jahren 1853 bis 1855 dokumentiert, fünf davon gegen Charles Ranken.